# Thecabius brachychaetus
Thecabius brachychaetus är en insektsart som beskrevs av Zhang, G.-x. och Ge-Xia Qiao 1995. Thecabius brachychaetus ingår i släktet Thecabius och familjen långrörsbladlöss. Inga underarter finns listade i Catalogue of Life.